# 1917 en Colombie-Britannique
Chronologie de la Colombie-Britannique
- 1913
- 1914
- 1915
- 1916
- 1917
- 1918
- 1919
- 1920
- 1921

Cette page concerne des événements qui se sont produits durant l'année 1917 dans la province canadienne de Colombie-Britannique.

## Politique
- Premier ministre : Harlan Carey Brewster.
- Chef de l'Opposition : William John Bowser
- Lieutenant-gouverneur : Francis Stillman Barnard
- Législature :

## Naissances
- 26 mars  à Ustlawn (en) : Gertrude Guerin, Klaw-law-we-leth de son nom traditionnel ou Old War Horse, née Gertrude Ettershank, décédée le 25 janvier 1998,  femme politique et militante de la Première Nation des Squamish. Elle a été cheffe de la bande indienne des Musqueam de 1959 à 1961[1].

## Décès
- 6 août : Richard McBride, premier ministre de la Colombie-Britannique.